# Bomba pocztowa
Bomba pocztowa (ang. Email bomb) – żargonowe określenie masowej wysyłki poczty elektronicznej do jednej osoby lub systemu, czego celem jest załamanie systemu lub utrudnienie jego działania, zwłaszcza przez przekroczenie pojemności skrzynki pocztowej lub zajęcie dysku.
Bomba pocztowa jest zwykle złośliwym działaniem w stosunku do jakiejś osoby. Stanowi często naruszenie zasad sieciowych lub przestępstwo.
Do wysyłania bomb pocztowych służą specjalne programy ukrywające prawdziwy adres pocztowy nadawcy.